# Roraima (monte)
Il Roraima è il più famoso dei numerosi tepui che costellano la regione della Gran Sabana nello Stato venezuelano di Bolívar. Si estende su tre Stati: Venezuela, Brasile e Guyana, i confini dei quali si incontrano proprio sulla sua sommità.

## Descrizione
È alto oltre 2 700 m e sulla sua sommità si possono osservare una vegetazione e una fauna, oltre a un paesaggio, unici al mondo. Vi si trovano diversi tipi di piante carnivore e delle minuscole rane nere che non saltano, gli unici vertebrati.
Sulla vetta il paesaggio sembra lunare, disseminato di statue naturali scolpite dal vento in una roccia molto scura; vi si trovano "la valle dei cristalli", un'area completamente ricoperta di quarzi; "el labirinto", una zona ampia centinaia di metri quadrati dove la roccia è stata scavata in profondità dal vento in enormi cubi, in prossimità del "punto triple", dove si trova il confine tra Brasile, Venezuela e Guyana.
Proprio il Roraima fu d'ispirazione ad Arthur Conan Doyle per scrivere il romanzo Il mondo perduto. Il monte Roraima compare anche nel film L'ignoto spazio profondo di Werner Herzog.
Guide indigene si possono facilmente trovare a San Francisco de Yuruaní e a Paraitepui, due villaggi poco distanti da Santa Elena de Uairén.

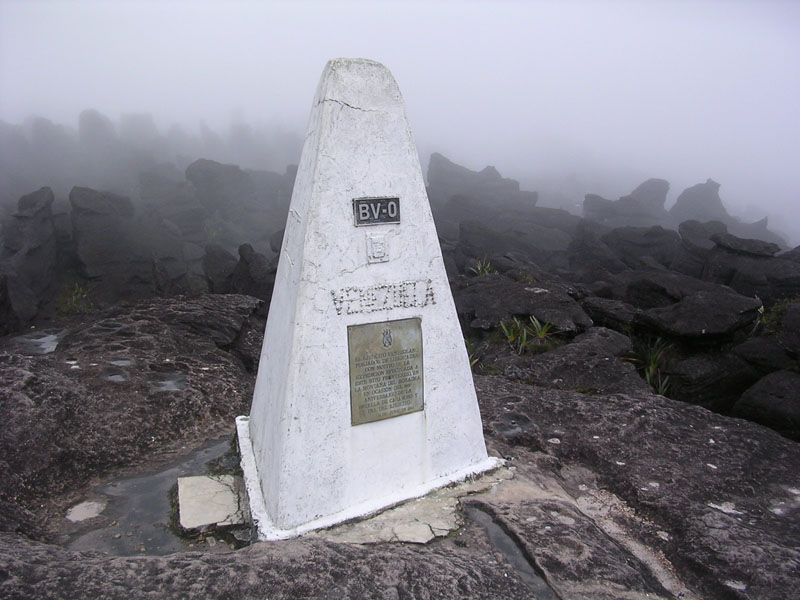
Il cippo che indica la triplice frontiera